# Haider Ackermann
Haider Ackermann, född 29 mars 1971 i Bogotá, Colombia, är en fransk modedesigner. 
Han debuterade med sin första kollektion för kvinnor på Paris modevecka i mars 2001. Hans kläder har burits av bland andra Tilda Swinton, Penélope Cruz, Victoria Beckham och Janet Jackson. 